# Овал
У геометрији, овал или овоид (од латинског ovum, јаје) је свака крива која подсећа на јаје или на елипсу. За разлику од других кривих, израз овал није добро дефинисан, и многе различите криве се често називају овалима. Ове криве имају следеће заједничке особине:
- диференцијабилне су (глатке), просте (не пресецају саме себе), конвексне, затворене, и у равни;
- њихов облик не одступа превише од круга или елипсе, и
- имају барем једну осу симетрије.

Неколико примера овала се налазе на сликама са десне стране. На првој слци, полукруг је спојен са половином елипсе, док су на другој слици два полукруга спојена двема правим линијама. Могуће су и другачије конструкције.